# Karī Kesh
Karī Kesh (persiska: Pīāz Kesh, پیاز کش, کری کش) är en ort i Iran.   Den ligger i provinsen Mazandaran, i den norra delen av landet, 140 km nordväst om huvudstaden Teheran. Karī Kesh ligger 265 meter över havet och antalet invånare är 251.
Terrängen runt Karī Kesh är kuperad åt nordost, men åt sydväst är den bergig. Runt Karī Kesh är det ganska tätbefolkat, med 116 invånare per kvadratkilometer. Närmaste större samhälle är Ramsar, 12,0 km norr om Karī Kesh. I omgivningarna runt Karī Kesh växer i huvudsak blandskog.